# Trogloraptor
Trogloraptor är ett släkte spindlar som upptäcktes i Oregon 2010 och beskrevs 2012. Det är det enda släktet i familjen Trogloraptoridae.